# Musikåret 1977

## Händelser
- Januari-mars – Abba turnerar i Europa och Australien.[1]
- 26 februari – Forbes låt Beatles vinner den svenska uttagningen till Eurovision Song Contest på Cirkus i Stockholm [2].
- Maj – Punkrockens mode når Sverige.[3]
- 7 maj – Marie Myriams låt L'oiseau et l'enfant vinner Eurovision Song Contest i London för Frankrike [4].
- 26 juni – Elvis Presley ger sin allra sista konsert i Market Square Arena i Indianapolis.
- December – Svenska punkbandet Ebba Grön bildas.[5]

### Okänt datum
- okänt datum – Blues-rockgruppen Whitesnake bildas.
- okänt datum – Rockgruppen Def Leppard bildas.
- okänt datum – Musikgruppen Misfits bildas (horror-punk band).

## Priser och utmärkelser
- Atterbergpriset – Eduard Tubin
- Stora Christ Johnson-priset – Jan W. Morthenson för Morendo
- Mindre Christ Johnson-priset – Anders Eliasson för Canto in Lontananza
- Hugo Alfvénpriset – Eric Ericson
- Jan Johansson-stipendiet – Lars Färnlöf
- Jenny Lind-stipendiet – Gunnel Bohman
- Jussi Björlingstipendiet – Kerstin Meyer och Rolf Björling
- Medaljen för tonkonstens främjande – Ernst Emsheimer, Lars Frydén, Seve Ljungman och Nils Otteryd
- Norrbymedaljen – Dan-Olof Stenlund
- Spelmannen – Marie Selander
- Svenska Dagbladets operapris – Erik Saedén

## Årets album
Vänligen sortera soloartister på efternamn, musikgrupper på förstabokstaven (utan engelskans "The" och "A")

### A – G
- 10 cc – Deceptive Bends
- Abba – The Album [6]
- AC/DC – Let There Be Rock
- Aerosmith – Draw the Line
- Alice Cooper – Lace and Whiskey
- Alice Cooper – The Alice Cooper show (livealbum)
- Alice Babs – Far Away Star
- The Beach Boys – Love You
- Blondie – Plastic Letters
- Blue Öyster Cult – Spectres
- Bob Marley and the Wailers – Exodus
- Eddie Money – Eddie Money (debutalbum)
- David Bowie – "Heroes"
- David Bowie – Low
- Brick – Brick
- Brothers Johnson – Right on Time
- Jackson Browne – Running on Empty
- Chicago – Chicago XI
- Eric Clapton – Slowhand
- The Clash – The Clash (debut)
- Leonard Cohen – Death of a Ladies' Man
- Ry Cooder – Show time
- Elvis Costello – My Aim Is True
- The Damned – Damned, Damned, Damned
- The Damned – Music for Pleasure
- Electric Light Orchestra – Out of the Blue
- Brian Eno – Before and After Science
- Artur Erikson – Låt solen skina
- Bryan Ferry – In Your Mind
- Fleetwood Mac – Rumours
- The Floaters – Floaters
- Foreigner – Foreigner (debut)
- Art Garfunkel – Watermark (förstautgåvan, se artikel)

### H – R
- Richard Hell & Voidois – Blank Generation
- The Jam – In the City (debut)
- The Jam – This is the Modern World
- Keith Jarrett – Byablue
- Keith Jarrett – Staircase
- Keith Jarrett – The Survivors' Suite
- Judas Priest – Sin After Sin
- Kebnekajse – Elefanten
- Kiss – Alive II
- Kiss – Love Gun
- Kraftwerk – Trans-Europa Express
- Little Feat – Time Loves a Hero
- Meat Loaf – Bat Out of Hell
- L.T.D. – Something to Love
- Rick Nelson – Intakes
- Ted Nugent – Cat Scratch Fever
- Gilbert O'Sullivan – Southpaw
- Tom Paxton – New Songs from the Briarpatch
- Pink Floyd – Animals
- Iggy Pop – The Idiot
- Iggy Pop – Lust for Life
- Queen – News of the World
- The Ramones – Rocket to Russia
- The Rolling Stones – Love You Live
- Linda Ronstadt – Simple Dreams
- Rush – A Farewell to Kings

### S – Ö
- Neil Sedaka – A Song
- Neil Sedaka – Neil Sedaka and Songs – A Solo Concert
- Bob Seger – Night Moves
- Sex Pistols – Never Mind the Bollocks, Here's the Sex Pistols (debut)
- Carly Simon – Nobody Does It Better
- Paul Simon – Greatest Hits, Etc.
- Soundtrack – A Star is Born
- Soundtrack – Car Wash
- Soundtrack – Rocky
- Soundtrack – Saturday Night Fever
- Sparks – Introducing Sparks
- Steely Dan – Aja
- Steve Miller Band – Book of Dreams
- Stranglers – No More Heroes
- Ted Ström – Kärva lägen
- Styx – The Grand Illusion
- Sweet – Off the Record
- Talking Heads – Talking Heads: 77 (debut)
- James Taylor – JT
- Television – Marquee Moon
- Thin Lizzy – Bad Reputation
- Third World – 96° in the Shade
- Peter Tosh – Equal Rights
- Monica Törnell – Bush Lady
- Magnus Uggla – Va ska man ta livet av sig för när man ändå inte får höra snacket efteråt
- V.S.O.P. – The Quintet
- Dennis Wilson – Pacific Ocean Blue
- Steve Winwood – Steve Winwood
- Neil Young – American Stars'n'Bars
- Monica Zetterlund – It only happens every time
- ZZ Top – The Best of ZZ Top

## Årets singlar & hitlåtar
Vänligen sortera soloartister på efternamn, musikgrupper på förstabokstaven (utan engelskans "The" och "A")
- 10 cc – Good Morning Judge
- 10 cc – The Things We Do for Love
- Abba – Knowing Me, Knowing You [6]
- Abba – King Kong Song [6]
- Abba – The Name of the Game [6]
- Atlanta Rhythm Section – So into You
- The Bee Gees – How Deep is your Love
- The Bee Gees – Stayin' Alive
- Stephen Bishop – On and On
- Debby Boone – You Light Up My Life
- Brick – Dusic
- Brothers Johnson – Strawberry Letter 23
- Glen Campbell – Southern Nights
- Chicago – Baby,What a Big Surprise
- The Clash – White Riot
- Climax Blues Band – Couldn't Get it Right
- Elvis Costello – Alison
- Elvis Costello – Watching the Detectives
- The Damned – New Rose
- The Eagles – Hotel California
- The Eagles – Life in the Fast Lane
- The Eagles – New Kid in Town
- Electric Light Orchestra – Telephone Line
- Electric Light Orchestra – Livin' Thing
- Fleetwood Mac – Dreams
- Fleetwood Mac – Go Your Own Way
- Fleetwood Mac – You Make Lovin' Fun
- Floaters – Float On
- Peter Gabriel – Solsbury Hill
- Marvin Gaye – Got To Give It Up (Pt. 1)
- Andy Gibb – I Just Want To Be Your Everything
- Hall & Oates  – Rich Girl
- Heatwave – Boogie Nights
- Dan Hill – Sometimes When We Touch
- Hot – Angel in Your Arms
- KC & the Sunshine Band – I'm Your Boogie Man
- KC & the Sunshine Band – Keep it Comin' Love
- Kansas – Carry on Wayward Son
- L.T.D. – Back in Love Again
- Stefan Ljungqvist – Det är så hälsosamt och stärkande i fjällen
- Mary MacGregor – Torn Between Tow Lovers
- Manfred Mann's Earth Band - Blinded by the Lights
- Eddie Money – Baby Hold On
- Eddie Money – Two Tickets To Paradise
- Ted Nugent – Cat Scratch Fever
- M.A. Numminen – Gummiboll
- Paul Paljett – Guenerina
- Dolly Parton – Here You Come Again77-78
- Ram Jam – Black Betty
- Linda Ronstadt – Blue Bayou
- Linda Ronstadt – It's So Easy
- The Residents – You YesYesYes
- Rose Royce – Car Wash
- Leo Sayer –  "Easy to Love"
- Leo Sayer –  "How Much Love"
- Leo Sayer –  "You Make Me Feel Like Dancing"
- Leo Sayer –  "When I Need You"
- Bob Seger – Night Moves
- Sex Pistols – Anarchy in the UK
- Sex Pistols – God Save the Queen
- Sex Pistols – Pretty Vacant
- Paul Simon – Slip Slidin' Away
- David Soul – Don't Give Up On Us
- Stranglers – No More Heroes
- Steely Dan – Black Cow
- Steely Dan – Home at Last
- Steely Dan – Josie
- Steely Dan – Peg
- Steve Miller Band – Fly Like an Eagle
- Steve Miller Band – Jet Airliner
- Steve Miller Band – Swing Town
- Rod Stewart – Hot Legs
- Styx – Come Sail Away
- Donna Summer – I Feel Love
- Supertramp – Give a Little Bit
- James Taylor – Handy Man
- Television – Marquee Moon (Stereo) b/w Marquee Moon (Mono)" #30 UK
- Television - Prove It, b/w Venus. #25 UK
- Magnus Uggla – Varning på stan
- Wings – May be I'm Amazed
- Wings – Mull of Kintyre

## Sverigetopplistan1977
| Datum                  | Låttitel                | Artist/grupp | Bakgrund |
| ---------------------- | ----------------------- | ------------ | -------- |
| 25 februari 1977 (10v) | Shenandoah              | Jan Lindblad | Sverige  |
| 6 maj 1977 (10v)       | Ain't That Just the Way | Barbi Benton | USA      |
| 15 juli 1977 (6v)      | Ma Baker                | Boney M      | Tyskland |
| 12 augusti 1977 (20v)  | Yes Sir, I Can Boogie   | Baccara      | Spanien  |

## Årets sångböcker och psalmböcker
- Olle Widestrand, Smått å Gott

## Jazz
- The Crusaders: Free as the Wind
- Lee Ritenour: Captain Fingers
- Al Di Meola: Elegant Gypsy
- McCoy Tyner: Supertrio
- Jean-Luc Ponty: Enigmatic Ocean
- Muhal Richard Abrams: 1-OQA+19
- Cecil McBee: Music From the Source
- Steve Lacy: Raps
- Woody Shaw: Rosewood
- Gateway Trio: Gateway 2|2
- Louis Hayes: The Real Thing

## Klassisk musik
- Franghiz Ali-Zadeh – Zu den Kindertotenlieder (In Memoriam Gustav Mahler)
- Birgitte Alsted – Strygekvartet i CD
- Javier Álvarez – Canciones de la Venta
- William Alwyn - Invocations (song cycle)
- Charles Amirkhanian – Dutiful Ducks

## Födda
- 12 januari – Kris Roe, rocksångare/gitarrist i the Ataris.
- 18 januari – Jenny Hettne, svensk tonsättare.
- 2 februari – Shakira, colombiansk kompositör och popsångare.
- 8 februari – Dave Farrell, amerikansk musiker, basist i Linkin Park.
- 11 februari – Mike Shinoda, amerikansk musiker, medlem i Linkin Park.
- 15 februari – Brooks Wackerman, amerikansk musiker, trummis i punkbandet Bad Religion.
- 18 februari – Ledina Çelo, albansk musiker.
- 19 februari – Ola Salo, svensk artist, sångare och låtskrivare i The Ark.
- 2 mars – Chris Martin, rocksångare i Coldplay.
- 6 mars – Leari, egentligen Lars Ljungberg, svensk musiker, basist i The Ark.
- 6 mars – Bubba Sparxxx, rapsångare.
- 7 mars – Paul Cattermole, brittisk musiker.
- 14 mars – Britta Byström, svensk tonsättare.
- 15 mars – Joseph Hahn, amerikansk musiker, medlem i Linkin Park.
- 9 april – Gerard Way, amerikansk musiker, sångare i My Chemical Romance.
- 11 april – Sara Löfgren, svensk sångare och dokusåpadeltagare.
- 17 april – Frederik Magle, dansk tonsättare, organist och pianist.
- 1 juli – Peter Larsson, svensk musiker, medlem i Larz-Kristerz.
- 28 juli – Sol Andersson, svensk tonsättare.
- 31 augusti – Cornelius Jakhelln, norsk musiker, medlem i Solefald, Sturmgeist och G.U.T.
- 11 september – Ludacris, rapsångare.
- 2 oktober – Jeremiah Rangel, gitarrist i Mest.
- 16 oktober – John Mayer, rocksångare/gitarrist.
- 21 november – Annie, norsk artist och sångare.
- 1 december – Brad Delson, amerikansk musiker, gitarrist i Linkin Park.

## Avlidna
- 2 januari – Errol Garner, 55, amerikansk jazzmusiker.[3]
- 20 januari – Carl-Gunnar Wingård, 82, svensk skådespelare och sångare.
- 5 mars – Moses Pergament, 83, finlandssvensk kompositör och musikkritiker.
- 5 juni – Gunnar Wersén, 60, svensk sångtextförfattare, dramatiker och radioman.
- 16 augusti – Elvis Presley, 42, amerikansk rockartist.[3]
- 13 september
  - Leopold Stokowski, 95, amerikansk dirigent.[3]
  - Kai Rosenberg, 79, dansk kompositör, kapellmästare och musiker.
- 16 september
  - Marc Bolan, 29, brittisk musiker.
  - Maria Callas, 53, grekisk-amerikansk operasångare.[3]
- 14 oktober – Bing Crosby, 74, amerikansk sångare och skådespelare.[3]
- 20 oktober – Ronnie VanZant, 29, amerikansk musiker, sångare i Lynyrd Skynyrd.
- 24 november – Anita von Hillern-Dunbar, 87, tysk-svensk pianist och tonsättare.

### Fotnoter
1. ↑  ”ABBA”. Arkiverad från originalet den 20 juli 2011. https://web.archive.org/web/20110720072048/http://www.abbasite.com/the-story/history/success. Läst 28 juli 2011.
2. ↑  Poplight – Melodifestivalen.
3. 1 2 3 4 5 6   Horisont 1977. Bertmarks
4. ↑  Poplight – Eurovision Song Contest Arkiverad 2 februari 2017 hämtat från the Wayback Machine..
5. ↑  ”Ebba Grön”. Arkiverad från originalet den 24 maj 2012. https://archive.is/20120524221333/http://www.bostream.nu/2do/1024x768/index.htm. Läst 15 april 2011.
6. 1 2 3 4  ”ABBA Annual 1977”. Arkiverad från originalet den 23 maj 2013. https://web.archive.org/web/20130523015207/http://www.abbaannual.com/1977.htm. Läst 5 januari 2011.